# Videoregione
Videoregione (a volte citata come Video Regione) è una rete televisiva locale dell'Emilia-Romagna, con sede a Forlì, che incentra la propria programmazione sul clima culturale e informativo romagnolo. Videoregione si può definire la "rete ammiraglia" del gruppo omonimo che la gestisce insieme ad altre due reti regionali: Canale 11 ed Erreuno Tv.

## Storia
La rete inizia le proprie attività nel 1984 del piccolo imprenditore Tiziano Tampellini (allora presidente del Forlì Calcio), intenzionato a entrare nel mercato televisivo. Forte di un accordo con TeleRadioReporter, la rete percepisce la sua prima sede (uno studio di 200 metri quadrati a Forlì in via Manzoni, 10) e la sua prima frequenza (UHF 63, proveniente dal Monte Castellaccio e ricevibile fino a Imola). Sino dalla propria fondazione, la rete costituisce la propria programmazione principalmente sui programmi autoprodotti, che occupano circa 18 ore del proprio palinsesto giornaliero, sebbene non manchino un magazzino di film, telefilm e documentari e discreti introiti pubblicitari. Nel 1987 vengono lanciati molti tra gli autoprodotti più longevi, tra i quali A treb, programma di intrattenimento in salsa romagnola condotto da Gianni Siroli; Il pizzicotto, una sorta di parodia del Maurizio Costanzo Show condotto da Sgabanaza (nome d'arte di Piergiuseppe Bertaccini); Scacciapensieri, programma di dediche condotto dal 1990 da Luana Babini, il quale ha celebrato la 5000ª puntata il 17 dicembre 2005 e il telegiornale locale. Dal 1988 la rete trasmette sulla frequenza UHF 22 dal Monte Calderaio, il cui segnale si estende anche verso Cesena e Ravenna. Dal 2011, in seguito allo switch-off della televisione digitale terrestre dell'Emilia-Romagna (escluse le province di Parma e Piacenza), la rete trasmette esclusivamente sul LCN 12, il cui segnale copre anche Bologna e Rimini.

## Programmazione

### Intrattenimento
- A treb (1987 - in produzione)
- Caro professore
- Ciak si ride
- Scacciapensieri (1987 - in produzione)
- Camminando sotto le stelle

### Informazione
- Salute informa
- Avis informa
- Agricoltura più
- Donne
- Salotto blu

### Telegiornali e news
- Notiziario (1984 - in produzione)
- Buongiorno Romagna (200.. - in produzione)

### Sport
- La Romagna sul pedale
- Sport notizie
- Tifo Cesena

### Bambini e ragazzi
- Videone (1984 - in produzione)
- Slurp